# Prochowice
Prochowice è un comune urbano-rurale polacco del distretto di Legnica, nel voivodato della Bassa Slesia.

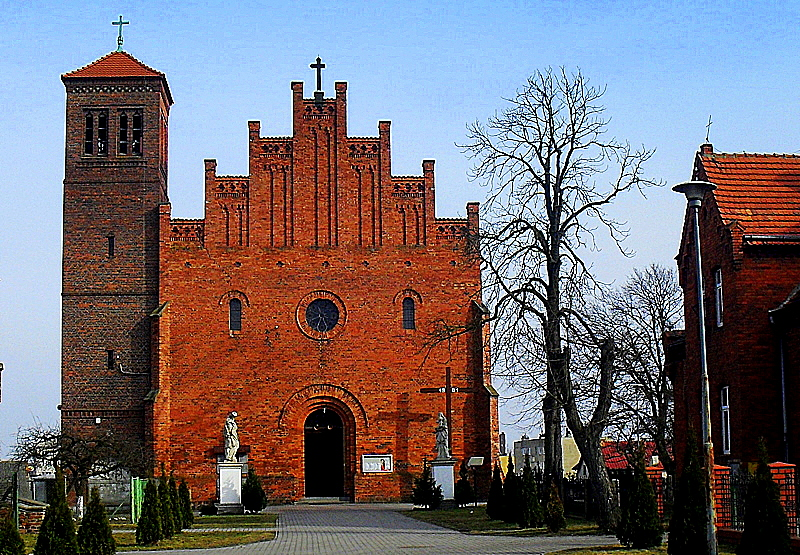
Chiesa

Ricopre una superficie di 102,62 km² e nel 2004 contava 7 516 abitanti.